# تد ترنر
رابرت ادوارد تد ترنر سوم (زاده ۱۹ نوامبر ۱۹۳۸) سرمایه‌دار عرصه رسانه‌ اهل آمریکا است. عمدتاً وی را بخاطر تأسیس شبکه خبری سی‌ان‌ان می‌شناسند.
ثروت او بعد از خودکشی پدرش در ۲۴ سالگی شروع شد؛ زمانی که وی مدیر شرکت تبلیغاتی پدرش شد. در زمانی که ترنر مدیر این شرکت شد، ارزش شرکت فقط ۱ میلیون دلار بود.

## دوران کودکی
تد ترنر متولد سینسینتی در اوهایو است. نام مادرش فلورانس و پدرش ادوارد تد ترنر دوم بود که یک شرکت تبلیغات بیلبوردی داشت. زمانی که تد ۹ ساله بود، به همراه خانواده به شهر ساوانا، جورجیا نقل مکان کرد. تد در مدرسه مک‌کالی درس خوانده و دانش‌آموخته دانشگاه براون است.
بعد از خودکشی پدرش در مارس ۱۹۶۳، تد که ۲۴ سال داشت مدیر شرکت پدرش شد و موفق شد شرکتش را به موفقیت برساند.

## سیاست
ترنر، یکی از طرفداران لوایح اصلاحات در مراقبت‌های بهداشتی، گفت: «ما تنها کشور جهان اول هستیم که خدمات بهداشت جهانی را در اختیار نداریم و این یک ننگ است.»
در سال ۲۰۱۰، در پی دو فاجعه زیست‌محیطی ویرانگر نشت روغن Deepwater Horizon و فاجعه معدن Big Branch که منجر به کشته شدن ۲۹ معدنچی در غرب ویرجینیا شد، ترنر در CNN اظهار داشت: "من فقط می‌دانم که خدا به ما می‌گوید که این را نمی‌خواهد. قبل از آن، ما آن فاجعه معدن زغال سنگ را در ویرجینیا غربی داشتیم که ۲۹ معدنچی را از دست دادیم … شاید خداوند از داشتن کوه‌های ویرجینیا غربی خسته شده باشد. قله‌ها از آنها جدا شده‌اند تا شاید زغال سنگ بیشتری کسب کنند. فکر می‌کنم ما باید زغال سنگ را در زمین رها کنیم و با انرژی خورشیدی و باد و زمین گرمایی پیش برویم … "
ترنر کاندیدای دموکرات هیلاری کلینتون را در انتخابات ریاست جمهوری ایالات متحده ۲۰۱۶ تأیید کرد.

## پیوندها
- وبگاه رسمی
- بنیاد تد ترنر